# Агеев, Виктор Петрович
Ви́ктор Петро́вич Аге́ев (род. 7 июля 1941, Москва) — советский боксёр, заслуженный мастер спорта СССР (1967), заслуженный тренер СССР, чемпион Европы (1965 и 1967) и СССР (1963 - в полусреднем весе, 1965, 1966 и 1967 - в 1-м среднем весе), президент Федерации профессионального бокса России (1992—2017), первый вице-президент Паназиатской боксёрской ассоциации (PABA), член исполкома Всемирной Боксёрской Ассоциации (WBA). Выдающийся боксёр СССР (1967).
16 октября 2002 года указом Президента Российской Федерации был награждён Орденом Почета за заслуги в развитии физической культуры, спорта и многолетний добросовестный труд.

## Биография
Родился 7 июля 1941 года в Москве.
Боксом начал заниматься в 13 лет под руководством тренера Владимира Фроловича Конькова; спустя 4 года занятий В. Агеев выработал необычную манеру боя, одним из элементов которой была открытая стойка с опущенными руками. «Открытая стойка» как главный компонент стиля отражает общее мнение об Агееве как о боксёре — и оно достаточно ошибочное; Агеев действительно низко опускал левую руку в бою; впрочем, одновременно он приподымал левое плечо, защищая себя подставкой от ударов противника и готовя ответный удар правой. В отличие от большинства боксёров, готовящих частыми ударами левой комбинации ударов в бою, В. Агеев почти не пользовался «джебами» и использовал комбинации разнообразных защит, избегая грубого обмена ударами; с другой стороны, он всегда стремился к обострению боя, желая, чтобы противник нанёс удар первым — и допустил при этом грубую ошибку. Таким образом, основой боевой манеры Агеева являлась как раз защита. Стиль, обусловленный в значительной степени врождённым темпераментом Агеева, опирался на прочную защиту отклонами, уклонами, нырками и движениями рук. Ложные раскрытия и финты руками и корпусом позволяли ему провоцировать противников — и проводить разящие контрудары, как правило, правой в голову. Такие удары часто приводили к завершению поединков задолго до финального гонга, даже на наивысшем уровне. Выдающийся боксёр Б. Лагутин, четырежды встречавшийся с В. Агеевым в ринге (все четыре боя закончились со счётом 3:2, общий счёт ничейный — 2:2), отмечал его относительно невысокую подвижность, которую с лихвой компенсировали замечательная реакция и сильный удар.
Коронная серия В. Агеева (прямой левой — правой снизу — левой сбоку — прямой правой) в бою по уже указанным причинам принимала совершенно неповторимый характер: удары левой, нечёткие и, очевидно, ложные, служили просто ширмой для разворотов корпуса, позволявших наносить мощные последующие удары правой, причём 2-й удар в серии — правой снизу — В. Агеев старался наносить, уже принудив оппонента к защите и просто запугивал того, в то время как 3-й удар (слабо выраженный боковой левой) позволял противнику отойти в сторону и создавал иллюзию того, что худшее уже позади. В такой момент соперника и настигал наносившийся под неудобным для защиты углом неожиданный и очень мощный 4-й удар прямым правой.
В 1960 году Агеев начал уникальную победную серию, в ходе которой выиграл 34 международных встречи из 35, дважды (1965, 1967) завоевал титул чемпиона Европы и четырежды (1963, 1965—1967) — чемпиона СССР. В 1967 году он был признан лучшим боксёром чемпионата Европы, накануне Олимпийских игр 1968 года считался безусловным фаворитом турнира.
Спортивная карьера Агеева оборвалась в 1968 году, на предолимпийском сборе, когда он был исключён из сборной и лишён звания заслуженного мастера спорта за драку возле московского ночного кафе «Лира». Это не позволило ему попасть на Олимпиаду — в Мехико. Спустя почти три года Агеев оказался замешан ещё в одной драке и дело кончилось реальным сроком. Бывшему боксёру дали 4 года тюрьмы, к которым добавили ещё год за побег. Агеев отбывал наказание в колонии под Новолипецком и работал на местном тракторном заводе, когда из Москвы пришло сообщение о смерти отца. После отказа начальства колонии опустить на похороны Виктор уехал в столицу самовольно, а затем симулировал сотрясение мозга, чтобы снова не попасть в тюрьму. Не помогло — боксёр вышел на свободу лишь весной 1975 года, но не сразу смог вернуться в Москву, так как его прописка в столице была аннулирована.
После возвращения в Москву Агеев работал тренером в ЦСКА. Среди его учеников чемпионы СССР, Европы и мира — В. Рыбаков, В. Лимасов, В. Соломин, П. Галкин, победитель знаменитого кубинца Эрреры легковес Анатолий Петров и первый чемпион России среди профессионалов Виктор Егоров, Николай Токарев, Сергей Кобозев, Виктор Карпухин.
В конце 1980-х Агеев стал одним из инициаторов развития в СССР профессионального бокса. В 1992 году был избран президентом Федерации профессионального бокса России, вошёл в руководство Всемирной боксёрской ассоциации (WBA) и Паназиатской боксёрской ассоциации (PABA).
В городе Балашиха Московской области им создан Спортивный клуб имени В. П. Агеева, где в Школе бокса В. П. Агеева бесплатно тренируются свыше 100 юных спортсменов. Специализированный зал бокса оснащен новейшим оборудованием, также в клубе имеется тренажерный зал и восстановительный центр. Ежегодно в Балашихе проводится международный турнир на призы Виктора Петровича Агеева.

### Спортивная карьера

#### Чемпионат Европы по боксу 1965
- 1/8 финала: победа нокаутом в первом раунде над швейцарским боксёром Бауманном
- 1/4 финала: победа по очкам над боксёром из ГДР Юргеном Фойгтлендером
- 1/2 финала: победа по очкам над итальянским боксёром Марио Казати
- финал: победа техническим нокаутом во втором раунде над болгарским боксёром Ангелом Дойчевым

#### Чемпионат Европы по боксу 1967
- 1/8 финала: победа техническим нокаутом в третьем раунде над голландским боксёром Германом Шерегардусом
- 1/4 финала: победа по очкам над шотландским боксёром Томом Имрием
- 1/2 финала: победа по очкам над румынским боксёром Ионом Ковачем
- финал: победа ввиду неявки польского боксёра Витольда Стахурского

## Манера вести поединок
Как-то по телевизору транслировали бокс. Соперником Агеева был поляк. Иосиф Бродский, переводивший в то время польских поэтов, проворчал, что Витя ему не понравился: «Дерется, словно хулиган на улице». Когда фразу передал Агееву, тот рассмеялся: «Он прав. Одной классикой не перехитришь — надо что-то из жизни тащить на ринг»— РАЗГОВОР ПО ПЯТНИЦАМ. Александр Нилин